# Rhombodera kirbyi
Rhombodera kirbyi är en bönsyrseart som beskrevs av Max Beier 1952. Rhombodera kirbyi ingår i släktet Rhombodera och familjen Mantidae. Inga underarter finns listade i Catalogue of Life.